# Основа (Харьков)
Осно́ва либо Но́вая Осно́ва (укр. Основа) — исторический район Харькова, расположенный в южной части города. Застройка в большинстве своём представляет собой частный сектор. Вдоль проспекта Гагарина имеется послевоенная (т. н. «немецкая») застройка двухэтажными зданиями, часть которых построена военнопленными. В районе железнодорожной станции «Основа» также застроена в 1970-е годы многоэтажными домами (9 и 14 этажей).

## Географическое положение
Основа находится в южной части современного города, в Основянском административном районе.

## Границы района

### Северная
В северной части района железнодорожная линия и проспект Гагарина сближаются. В узком перешейке Основа переходит в другой район — Качановку.

### Восточная
Восточная граница Основы проходит по проспекту Гагарина (бывшая улица Змиевская).
Улица Вокзальная (район Детского санатория) отделяет Основу от Одесской (района Харькова). Основа продолжает тянуться далее на север, но на удалении от проспекта Гагарина.

### Южная
На юге граница района проходит по Мерефянскому шоссе. Данная часть Основы носит название Мерефянка.

### Западная
Западная граница Основы проходит по железнодорожной линии и отделяет Основу от других районов:
- Жихарь (Харьков) (юго-запад)
- Диканёвка (запад)
- Верещаковка (северо-запад)

## История и название

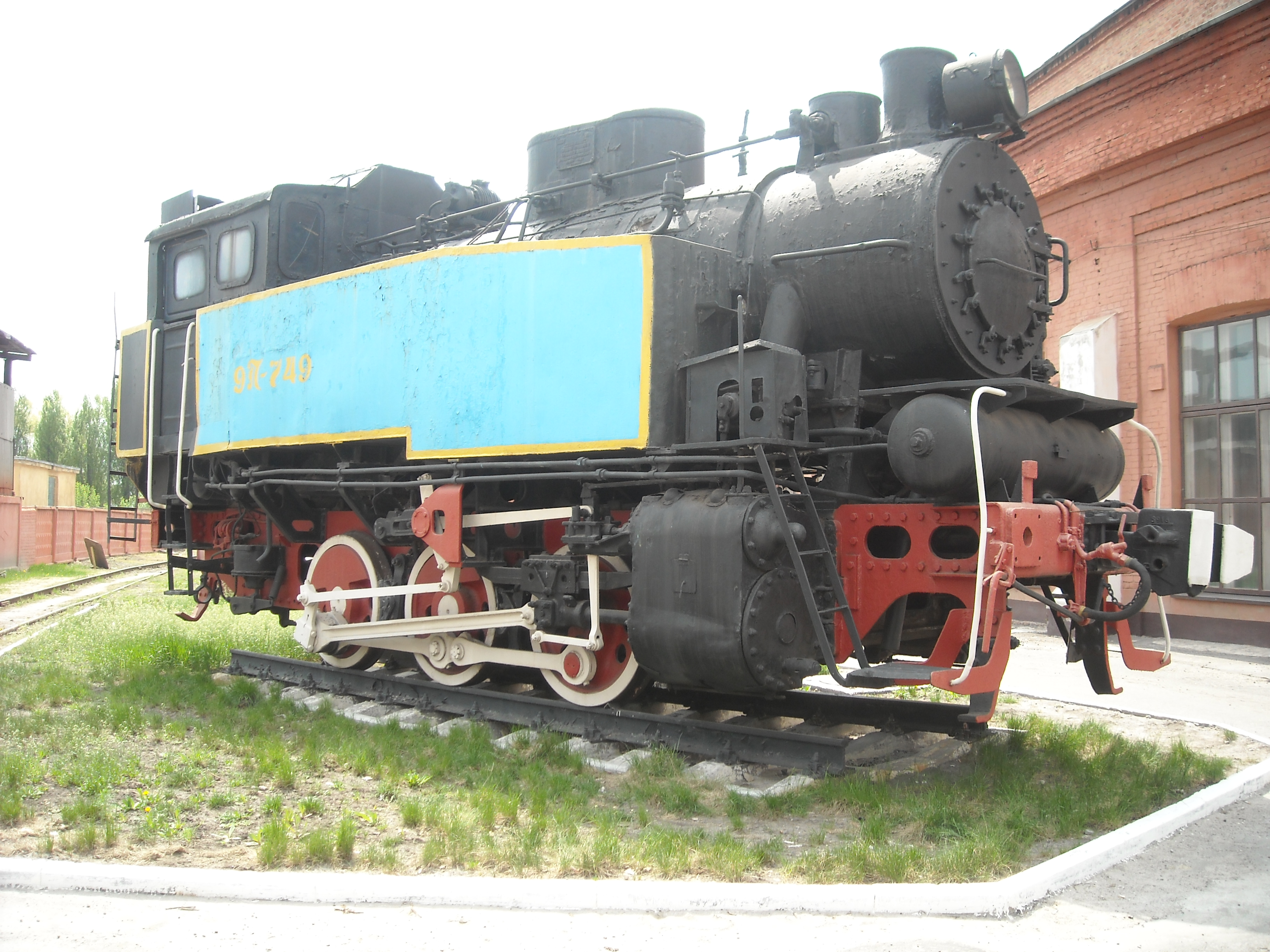
Паровоз-памятник 9П-749, установленный в Основянском депо

Район Основа является титульным преемником другого харьковского района Старой Основы (имения Квиток-Основьяненко), расположенного на правом берегу Лопани в районе Новосёловки. Район же Основа нужно рассматривать как Новую Основу. Ввиду того, что название Старая Основа топонимически уже не используется, данный посёлок (позже район города) называют просто Основа.
Точное время возникновения заселения данного района неизвестно.
В 1908 году открывается станция Южной железной дороги «Основа», которой дают данное название, хотя сама Основа была расположена в 10 километрах от станции.
В 1911 году открывается паровозное депо «Основа». Здесь образуется серьёзный железнодорожный и транспортный узел Харькова. Именно в данное время здесь начинают селиться люди, в большинстве — сотрудники Южной железной дороги. Название посёлок получил по железнодорожной станции. Застройка непосредственно в районе вокзала — плановые трехэтажные здания 1910 года.
Второй период в истории района — конец 1920-х — начало 1930-х годов: сооружаются двух- и трехэтажные «конструктивистские» жилые дома по адресам: улица Сохора (№ 3), ул. Южнопроектная (№ 12,14,16), здание средней школы № 34 на Локомотивной и Дом отдыха поездных бригад на Деповской улицах.
16 августа 1943 года при освобождении Харькова немецкой оккупации командующий Степным фронтом И. С. Конев поставил задачу Пятой гвардейской танковой армии (командир Павел Ротмистров), находившейся в тот момент в Дергачёвском районе, окружить немецкую Харьковскую группировку с юго-запада: ударом через Гавриловку-Коротич-Рай-Еленовку на Покотиловку соединиться с наступавшей с северо-востока из района Кутузовки через Кулиничи-Основу-Жихарь 7-й гвардейской армией и с востока — наступавшей с ХТЗ через Хролы-Безлюдовку-Хорошево 57-й армией в районе Высокий-Карачёвка-Бабаи, замкнув кольцо. Данная задача окружения не была выполнена: 7-я армия не освободила в намеченный срок Основу, а 5-я танковая до 29 августа не смогла освободить «ключ к Харькову» Коротич (за который разгорелись основные бои).
Третий период в истории Основы — послевоенный (с 1945 года). Вдоль проспекта Гагарина (улица Змиевская) производится застройка двухэтажными домами по типовым и индивидуальным проектам, частично выполненная военнопленными.
В середине 1970-х в местности Основа возводятся несколько многоэтажных домов по адресам: улица Валдайская (№ 24-32), улица Вокзальная (№ 10), улица Деповская (№ 2А), улица Локомотивная (№ 6). Позднее, в 80-е — 90-е годы, на пересечении улиц Достоевского и Вокзальной было построено несколько четырнадцатиэтажных высотных домов.
6 декабря 1932 года был открыт аэропорт «Основа» в 12 километрах к югу от центра города (до того существовал только аэропорт «Сокольники»). В настоящее время это Харьковский международный аэропорт.

## Улицы
Наименования Основянских улиц носит четкую связь с железнодорожным транспортом: Деповская, Вокзальная, Южно-Проектная, Станционная, Привокзальная, Народная.

## Транспортные коммуникации
Транспортное расположение Основы хорошее. Возле железнодорожной станции находится круг троллейбусов и автобусов.

### Троллейбус
- № 6 — связывает вокзал «Основа» со станцией метро «Проспект Гагарина», вокзалом Харьков-Левада и центром города (улица Университетская)
- № 63 — связывал Основу с Коммунальным рынком, станцией метро «Турбоатом», Салтовкой, рынком «Барабашова» и одноимённой станцией метро. Упразднен в 2010.

### Автобусы и маршрутное такси
- № 79 — связывает вокзал «Основа» и станцию метро «Проспект Гагарина»
- № 225 — связывает вокзал «Основа» и станцию метро «Академика Барабашова»
- № 260 — связывает вокзал «Основа» и ДК ХЭМЗ, возле станции метро «Защитников Украины»
- № 123 — станцию метро «Проспект Гагарина» и оз. Основа
- № 110 — Связывает перекресток ул. Одесской и пр. Гагарина и оз. Основа
- № 232 — Связывает Новую Баварию с ст. м. Метростроителей (через оз. Основа)
- № 102 — Связывает оз. Основа и район ХТЗ.

## Достопримечательности
- Основянское озеро (Основянский гидропарк) — место отдыха.
- Основянский лес — место отдыха.
- Новый парк — место отдыха.
- Старый парк — место отдыха.
- Покровский храм (Харьков) — православный (МП).
- Харьковский государственный университет железнодорожного транспорта — один из корпусов.
- Стадион Харьковского государственного университета железнодорожного транспорта.
- Узловая больница ст. «Харьков» Южной железной дороги, ул. Сохора 5a
- Локомотивное депо «Основа» (ТЧ—3).
- Паровоз-памятник 9П-749 в локомотивном депо «Основа».
- Паровоз-памятник СО-17 в локомотивном депо «Основа»
- Вокзал железнодорожной станции «Основа».
- Дом отдыха железнодорожных бригад — памятник архитектуры конструктивизма.

## Реки и озёра
- Основянское озеро (в советское время — Комсомольское).

Через него протекает Основянский ручей (левый приток реки Уды)
В Основянском озере ведется активная добыча песка гидромеханическим способом со дна водоема и по береговой линии.
На базе Основянского озера основан «Основянский гидропарк», который представляет собой намытую земснарядом песчаную косу и пляжи вокруг неё.
Основным местом отдыха харьковчан является коса городского пляжа, на которой расположено кафе и есть возможность взять в аренду мангал.
На озере имеется большое количество пернатых обитателей (лебеди, утки, чайки).

## Религия

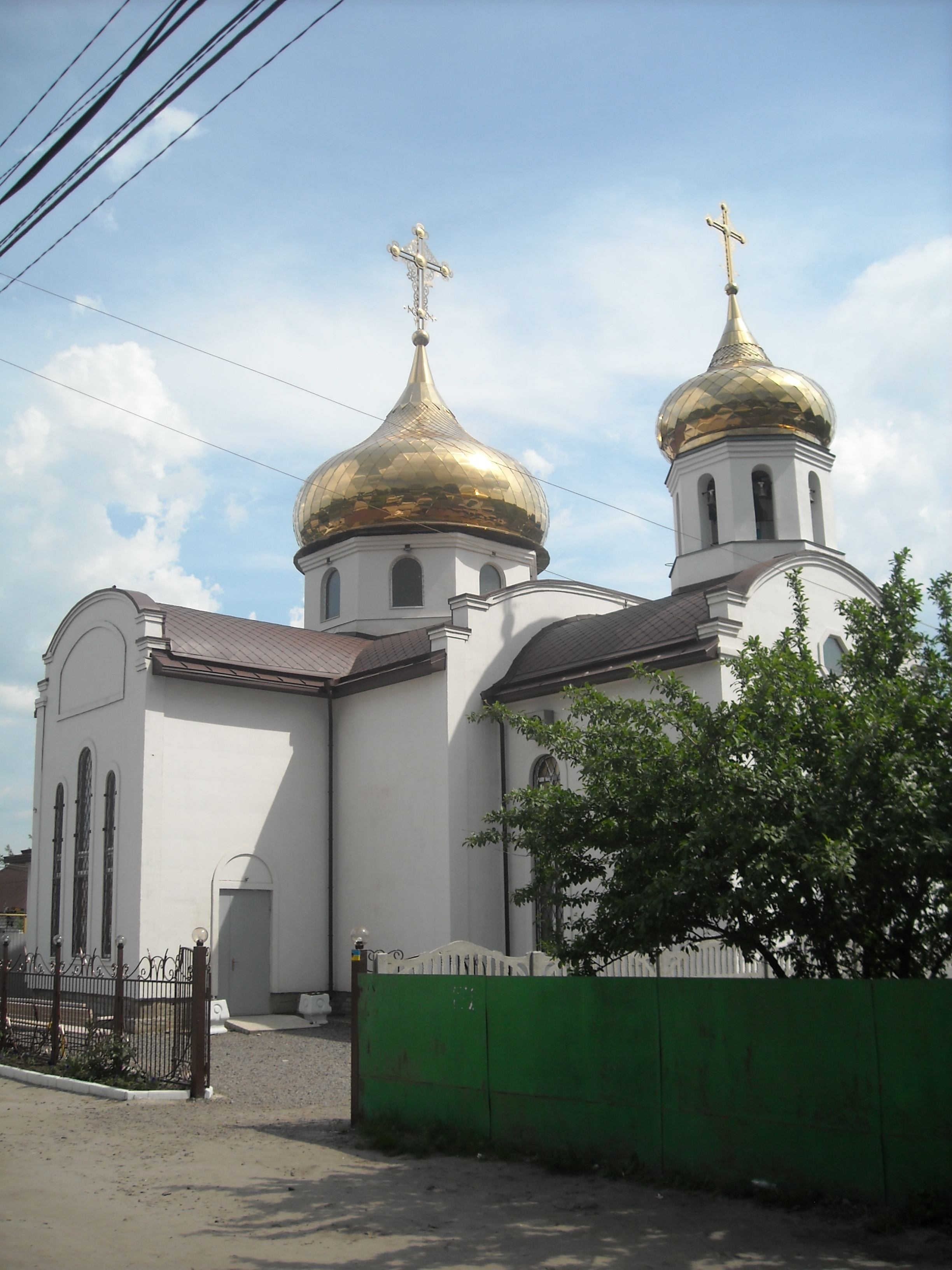
Свято-Покровский храм. Харьков. Основа

На территории Основы находится Свято-Покровский храм (располагающийся на улице Зелёной, 18). Храм несколько раз менял своё местоположение.
О том, что в первые годы существования посёлка (1910 год) на территории Основы существовала церковь, информация отсутствует. Тем не менее известно, что на 1941 год приход уже существовал. Первоначально храм находился на улице Карташевской (ныне — переулок Рижский). В послевоенное время (1945—1948 года) храм функционировал, но в 1948 году его здание было отдано артели «Коммунар», а храм закрыт. Через несколько месяцев, усилиями прихожан, для храма было куплено новое помещение (частный дом), в котором храм продолжал функционировать. С 2005 года храм перестраивался и приобрел тот вид, в котором находится в настоящее время. Несмотря на то, что внутренние отделочные работы выполнены не до конца, храм функционирует и принимает прихожан.

## Промышленность
- Локомотивное депо «Основа» (ТЧ—3) (1911 год)
- СМЭУ—3 — Основянское строительно-монтажное эксплуатационное управление Службы гражданских сооружений (СМЭС) ЮЖД (1936 год)[8].
- СМП—655 — Основянский строительно-монтажный поезд Службы гражданских сооружений (СМЭС) ЮЖД (1936 год)
- Харьковский завод транспортного оборудования (1943 год)[9].

## Виды Основы

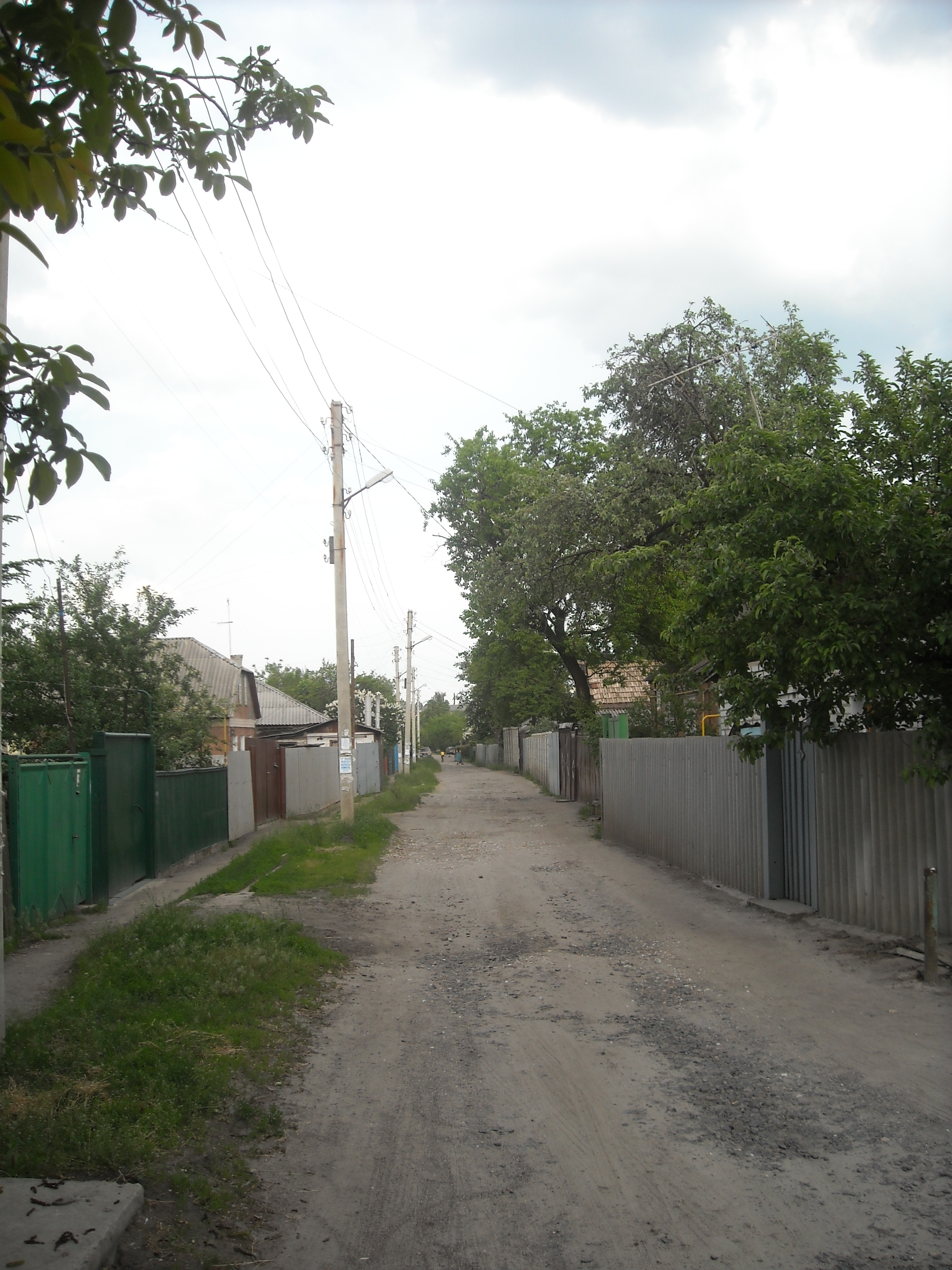
Ул. Бригадная, типичная для Основы застройка – частный сектор
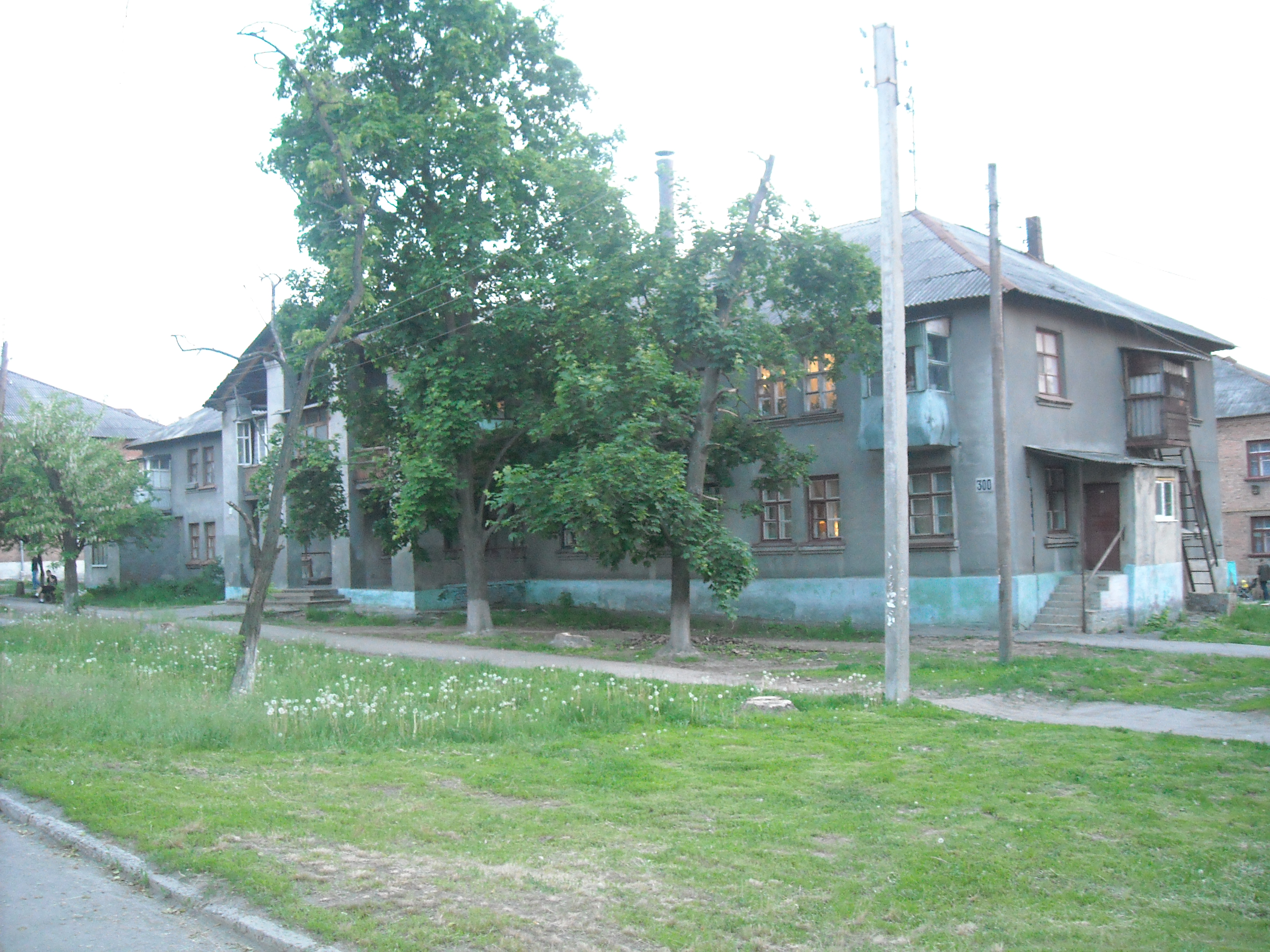
Пр. Гагарина № 300